# Batinga
Batinga est une commune rurale située dans le département de Kombissiri de la province du Bazèga dans la région Centre-Sud au Burkina Faso.

## Santé et éducation
Le centre de soins le plus proche de Batinga est le centre de santé et de promotion sociale (CSPS) de Tuili.

## Culture
Fourgo possède une église et une mosquée.